# ألبرشت (دوق بروسيا)
ألبرشت بروسيا (بالألمانية: Albrecht von Preußen؛ أنسباخ، 8 يوليو 1490 - غفارديسك، 20 مارس 1568)القائد الأعلى السابع والثلاثين للفرسان التوتونيين، بعد تحوله إلى اللوثرية أصبح أول دوقات دوقية بروسيا، والتي كانت أول دولة تتبنى العقيدة اللوثرية والبروتستانتية كدين رسمي للدولة . أدى ألبرشت دوراً فعالاً في الانتشار السياسي للبروتستانتية في مراحلها المبكرة.
لكون ألبرشت عضو في فرع براندنبورغ أنسباخ من آل هوهنتسولرن، كان من المأمول أن انتخابه قائداً أعلى سيضع حداً لاضمحلال الفرسان التوتونيون منذ عام 1410؛ تم انتخاب فريدرش دوق ساكسونيا من آل فتين لذات السبب. بينما أدت علمنة ألبرشت لأراضي الفرسان البروسية في النهاية إلى وراثة دوقية بروسيا من قبل مرغريفية براندنبورغ.
كانت ألقاب ألبرشت (في بيانه سنة 1561 في كونيغسبيرغ): ألبرت الأكبر، مرغريف براندنبورغ في بروسيا، شتتين في بوميرانيا، دوق الكاشوبيين والونديين، بورغريف نورمبرغ، وكونت روغن إلخ.

## روابط خارجية
- ألبرشت، دوق بروسيا على موقع الموسوعة البريطانية (الإنجليزية)